# Олійник Іван Іванович
Іван Іванович Олійник (нар. 14 лютого 1937 року, село Скраглівка, Бердичівський район, Вінницька область, Українська РСР) — радянський і український військовик, письменник, генерал-полковник (1993) в ЗС України, генерал-лейтенант (1988) в Збройні сили СРСР.

## Біографія
На військовій службі в Збройних силах СРСР з 1956 року. Закінчив Вище військово-морське училище інженерів зброї в Ленінграді в 1960 році. У зв'язку зі створенням Ракетні війська стратегічного призначення СРСР весь випуск був спрямований не на флот, а в РВСП. З 1960 року служив в Ракетних військах стратегічного призначення СРСР: помічник, старший офіцер, начальник оперативного відділення ракетної дивізії; начальник штабу ракетного полку, командир ракетного полку, начальник штабу 10-ї гвардійської ракетної дивізії (м. Йошкар-Ола).
У 1975 році закінчив командний факультет Військову академію РВСП ім. Петра Великого. З липня 1976 року — командир 54-ї гвардійської ракетної дивізії (м Тейково). З липня 1983 року — начальник Пермського вищого військового командно-інженерного училища ім. В. І. Чуйкова. З грудня 1985 року — начальник 53-ї Науково-дослідного випробувального полігону Плесецьк. У червні 1991 року був призначений першим заступником начальника Головного управління експлуатації ракетного озброєння РВСН.
У квітні 1992 року перейшов на службу в Збройні сили України на запрошення тодішнього Міністра оборони України Морозова К. П., де в червні того ж року був призначений заступником Міністра оборони України з озброєння — начальником озброєння. У листопаді 1994 року звільнений з посади і звільнений в запас.
Живе в Києві. З 1995 року працює головним науковим помічником Генерального конструктора ОКБ «Південне» імені М. Янгеля. Автор книг і численних публікацій про історію створення ракетного озброєння СРСР.
Кандидат військових наук (1990). Доктор технічних наук (1999). Дійсний член Академії технологічних наук України.

## Нагороди
- Орден Червоного Прапора (1975)
- ордена «За службу Батьківщині в Збройних Силах СРСР» 2-й (1990) і 3-й (1978) ступенів
- медалі СРСР і України
- Заслужений діяч науки і техніки РРФСР
- Почесний радист СРСР

## Праці
- Вони випереджали час. — Київ, 2018.